# Caladenia attingens
Caladenia attingens é uma espécie de orquídea geófita, família Orchidaceae, do oeste da Austrália,  onde cresce em grupos esparsos ou ocasionalmente grandes colônias, em bosques, ou locais de vegetação arbustiva,  charnecas, e afloramentos de granito, em áreas de solo bem drenado mas ocasionalmente em áreas sazonalmente alagadiças.
São plantas com uma única folha basal pubescente com marcas proeminentes púrpura perto da base, e uma inflorescência rija, fina e densamente pubescente, com uma ou poucas flores, que vagamente lembram uma aranha, muito estreitas, caudadas, e bem esparramadas, normalmente pendentes. Em conjunto formam grupo bem vistoso quando sua floração é estimulada por incêndios de verão.
Pertence a um grupo de cerca de vinte espécies, tratadas por David Jones como Green-Comb Spider Orchid do gênero Arachnorchis, que distingue-se dos outros grupos de Caladenia por apresentar diferente tipo de pubescência nas folhas e inflorescências, labelo verde com extremidade marrom, raramente pendurado firmemente, mas sim delicadamente, de modo que treme com o mais leve movimento, com dentes laterais verdes e muito longos lembrando um pente, de onde o nome da alliance; flores verdes a amareladas com listas centrais longitudinais.

## Publicação e sinônimos
- Caladenia attingens Hopper & A.P.Br., Nuytsia 14: 51 (2001).

Sinônimos homotípicos:
- Arachnorchis attingens (Hopper & A.P.Br.) D.L.Jones & M.A.Clem., Orchadian 13: 451 (2002).
- Calonemorchis attingens (Hopper & A.P.Br.) Szlach. & Rutk., Richardiana 3: 94 (2003).

Subespécies:
- Caladenia attingens subsp. attingens.
- Caladenia attingens subsp. gracillima Hopper & A.P.Br., Nuytsia 14: 54 (2001).

Sinônimos homotípicos:
- Arachnorchis attingens subsp. gracillima (Hopper & A.P.Br.) D.L.Jones & M.A.Clem., Orchadian 13: 451 (2002).